# Вольф Єшоннек
Вольф Єшоннек (нім. Wolf Jeschonnek; 13 липня 1919, Лігніц — 18 березня 2009, Мормерланд) — німецький офіцер-підводник, оберлейтенант-цур-зее крігсмаріне.

## Життєпис
Народився 13 липня 1919 року в місті Лігніц (тепер Легниця, Польща) в сім'ї директора гімназії Фрідріха Єшоннека. Зведений брат генерала Ганса Єшоннека та віцеадмірала бундесмаріне Герта Єшоннека.
1 жовтня 1938 року вступив на флот. З травня 1940 року — вахтовий офіцер в 11-й флотилії мінних тральщиків. В лютому-червні 1941 року пройшов курс підводника. З червня 1941 року — офіцер взводу 2-ї навчальної дивізії підводних човнів. З січня 1942 року — 1-й вахтовий офіцер на підводному човні U-607. В березні-квітні 1943 року пройшов курс командира човна. 
З 18 квітня 1943 року — командир U-607, на якому здійснив 2 походи (разом 44 дні в морі). 
15 травня 1943 року потопив ірландський торговий пароплав Irish Oak водотоннажністю 5589 тонн, який перевозив 8000 тонн фосфатів; всі 33 члени екіпажу вціліли. Ураження корабля нейтральної держави, яке було несхвально сприйнято командуванням, Єшоннек пояснив тим, що він йшов без сигнальних вогнів.
13 липня 1943 року U-607 був потоплений в Біскайській затоці північно-західніше мису Ортегаль (45°02′ пн. ш. 09°14′ зх. д.) глибинними бомбами британського летючого човна «Сандерленд». 45 членів екіпажу загинули, 7 (включаючи Єшоннека) були врятовані і взяті в полон. 6 травня 1946 року звільнений.

## Звання
- Кандидат в офіцери (1 жовтня 1938)
- Морський кадет (1 липня 1939)
- Фенріх-цур-зее (1 грудня 1939)
- Оберфенріх-цур-зее (1  серпня 1940)
- Лейтенант-цур-зее (1 квітня 1941)
- Оберлейтенант-цур-зее (1 січня 1943)

## Нагороди
- Залізний хрест 2-го класу (1940)
- Залізний хрест 1-го класу (10.03.1943)
- Нагрудний знак мінних тральщиків (1941)
- Нагрудний знак підводника (24.10.1942)
- Нагрудний знак флоту (5.01.1943)[6]